# Stranraer
Stranraer, (An t-Sròn Reamhar en gaélique écossais), est une ville située dans le council area de Dumfries and Galloway, dans la région de lieutenance de Wigtown et dans l'ancien comté de Wigtownshire. De 1975 à 1996, elle fut la capitale administrative du district de Wigtown (originellement appelé Merrick), au sein de la région du Dumfries and Galloway.
Le club de football Stranraer Football Club et son stade de Stair Park sont basés dans la ville.

## Galerie

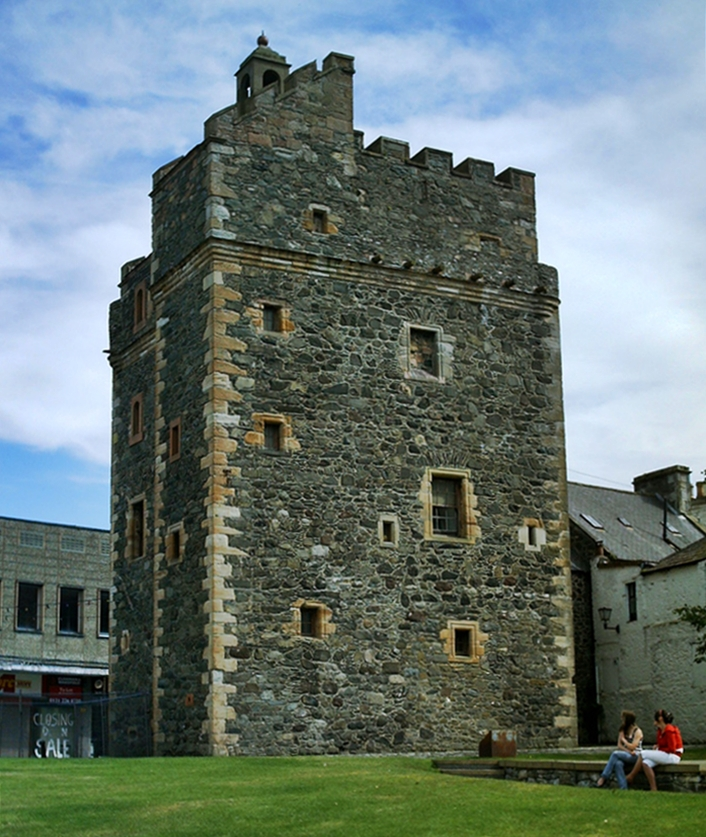
Le château de Saint-Jean, appelé aussi château de Stranraer
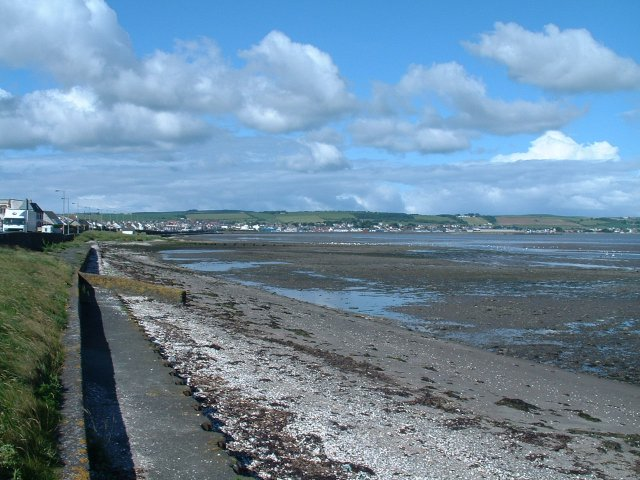
Stranraer et les rives du Loch Ryan, vu de l'extrémité nord-est de la ville